# 2º Congresso degli Stati Uniti d'America
Il 2º Congresso degli Stati Uniti d'America, formato dal Senato e dalla Camera dei rappresentanti costituì il ramo legislativo del governo federale statunitense dal 4 marzo 1791 al 3 marzo 1793, durante il terzo e il quarto anno della presidenza di George Washington; si riunì presso la Congress Hall di Filadelfia.
A seguito dell'aggregazione di due nuovi stati all'Unione (Vermont e Kentucky) vennero aggiunti alcuni seggi alla Camera dei rappresentanti. Entrambe le camere hanno visto una maggioranza della fazione Pro-Amministrazione.

## Eventi importanti
- 5 aprile 1792: il presidente Washington utilizza per la prima volta il potere di veto per bloccare una legge che avrebbe modificato l'assegnazione dei seggi per ogni singolo stato.
- aprile-maggio 1792: la Camera dei rappresentanti inaugura l'utilizzo delle audizioni presso le commissioni per indagare sulle responsabilità del generale Arthur St. Clair nella sconfitta della battaglia di Wabash ad opera della confederazione indiana.
- 13 ottobre 1792: a Washington, D.C. viene posta la prima pietra della United States Executive Mansion, che diventerà la Casa Bianca.

## Atti legislativi più importanti approvati

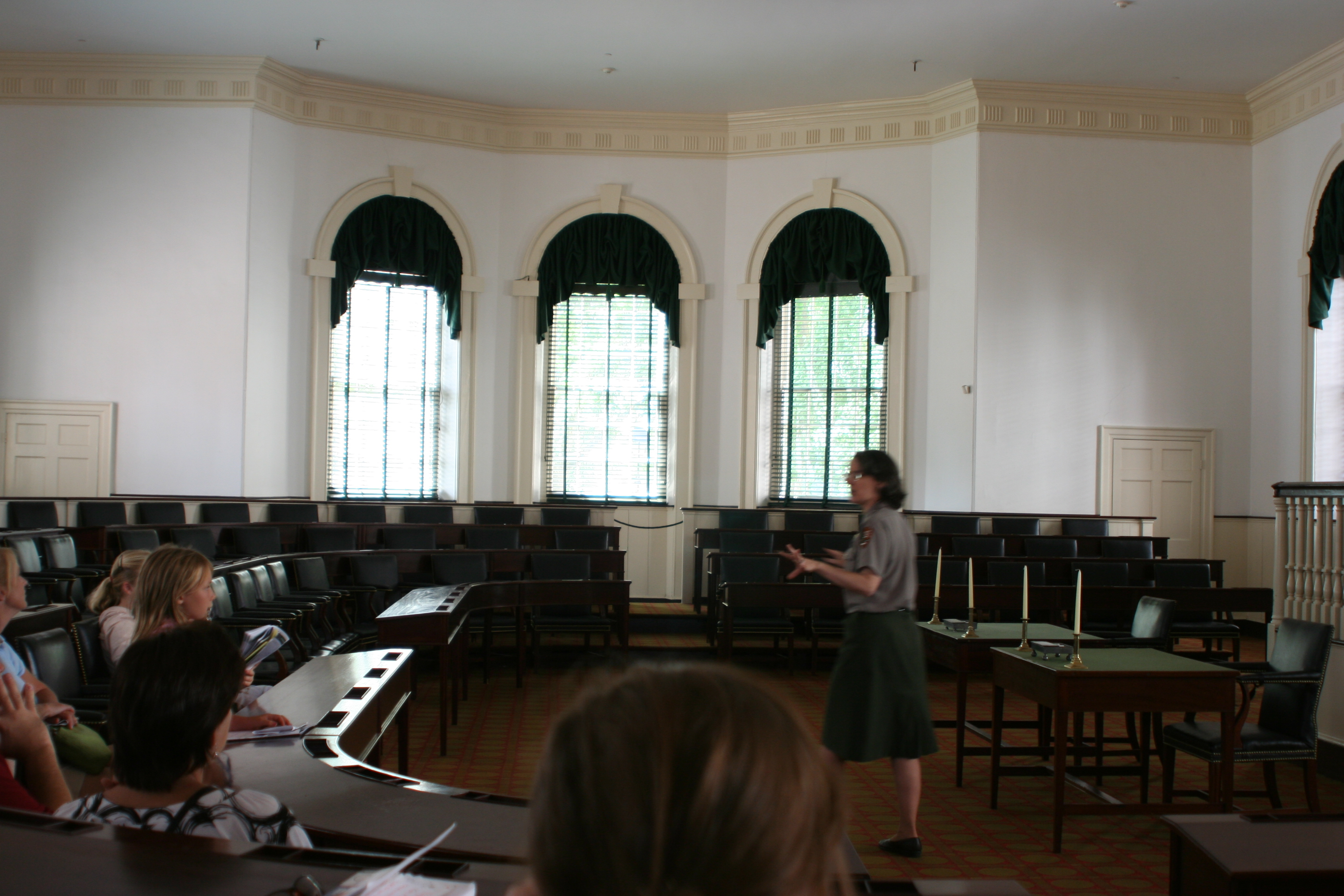
La sala che ospitava la Camera dei rappresentanti presso la Congress Hall di Filadelfia.

- 20 febbraio 1792: 1 Stat. 232, ch. 7 (An Act to establish the Post-Office and Post Roads within the United States) - La legge istituisce lo United States Post Office Department, che nel 1971 diventerà l'attuale United States Postal Service.
- 1 marzo 1792: 1 Stat. 239, ch. 8 (An Act relative to the Election of a President and Vice President of the United States, and declaring the Officer who shall act as President in case of Vacancies in the offices both of President and Vice President) - La legge regolamenta il processo delle elezioni presidenziali e determina la "linea di successione" nel caso in cui sia il Presidente che il suo vice non possano adempiere alle loro funzioni.
- 2 aprile 1792: 1 Stat. 246, ch. 16 (An Act establishing a Mint, and regulating the Coins of the United States) - La legge, oltre a istituire lo United States Mint (ovvero l'organismo del Dipartimento del Tesoro incaricato della produzione della moneta circolante), stabilisce che il dollaro diventi la moneta circolante negli Stati Uniti sulla base di un sistema decimale.
- 14 aprile 1792: 1 Stat. 253, ch. 23 (An Act for apportioning Representatives among the several States, according to the first enumeration) - La legge aumenta il numero dei seggi nella Camera dei rappresentanti da 69 a 105 seggi a partire dal 3º Congresso, attribuendo i seggi aggiunti a seconda dei risultati del censimento del 1790.
- 2 maggio 1792: 1 Stat. 264, ch. 28 (An Act to provide for calling forth the Militia to execute the laws of the Union, suppress insurrections and repel invasions) - La legge autorizza il Presidente ad arruolare e comandare delle milizie provenienti da ogni Stato federato in caso di invasioni dall'esterno o di rivolte interne.
- 8 maggio 1792: 1 Stat. 271, ch. 33 (An Act more effectually to provide for the National Defence by establishing an Uniform Militia throughout the United States) - La legge istituisce l'obbligo di leva alla milizia di ogni Stato federato per tutti i cittadini maschi non di condizione servile tra i 18 e 45 anni d'età.
- 12 febbraio 1793: 1 Stat. 302, ch. 7 (An Act respecting fugitives from Justice, and persons excaping from the service of their masters) - La legge istituisce un meccanismo che consente ai padroni di schiavi fuggiti al loro controllo di recuperare lo schiavo in fuga ovunque sia sul territorio nazionale.
- 2 marzo 1793: 1 Stat. 333, ch. 22 (An Act in addition to the Act, entitled "An Act to establish the Judicial Courts of the United States") - La legge migliora la precedente norma che regolava il sistema delle corti giudiziarie federali.

## Ammissione di nuovi stati
- 4 marzo 1791: 1 Stat. 191, ch. 7 - Il Vermont diventa il 14º Stato ad essere ammesso negli Stati Uniti d'America.
- 1 giugno 1792: 1 Stat. 189, ch. 4 - Il Kentucky diventa il 15º Stato ad essere ammesso negli Stati Uniti d'America.

## Emendamenti alla Costituzione approvati
- 15 dicembre 1791: I primi 10 emendamenti, conosciuti collettivamente come Bill of Rights, vengono ratificati dal numero di Stati richiesto dalla Costituzione, entrando quindi ufficialmente a far parte della carta costituzionale.

## Partiti
Durante questo Congresso non vi furono dei veri e propri partiti. I suoi membri si organizzarono in fazioni legate da interessi comuni, che però sono state solo successivamente definite sulla base dell'analisi delle loro votazioni.

### Senato
Durante questo Congresso sono stati aggiunti due seggi per il Vermont e due seggi per il Kentucky.
|                             | Fazioni In verde la maggioranza | Fazioni In verde la maggioranza |         |   |
| --------------------------- | ------------------------------- | ------------------------------- | ------- | - |
|                             |                                 |                                 |         |   |
| Anti-Amministrazione (A)    | Pro-Amministrazione (P)         | Totali                          | Vacanti |   |
| Congresso precedente        | 8                               | 18                              | 26      | 0 |
|                             |                                 |                                 |         |   |
| Inizio                      | 8                               | 17                              | 25      | 1 |
| Fine                        | 13                              | 17                              | 30      | 0 |
| % Fine                      | 43,3%                           | 56,7%                           |         |   |
|                             |                                 |                                 |         |   |
| Inizio Congresso successivo | 14                              | 16                              | 30      | 0 |

### Camera dei rappresentanti

Lo schieramento dei membri della Camera dei rappresentanti espressi da ogni stato.

Durante questo Congresso sono stati aggiunti due seggi per i rappresentanti del Vermont e due seggi per quelli del Kentucky (1 Stat. 191, ch. 9). 
|                             | Fazioni In verde la maggioranza | Fazioni In verde la maggioranza |        |         |
| --------------------------- | ------------------------------- | ------------------------------- | ------ | ------- |
|                             |                                 |                                 |        |         |
|                             | Anti-Amministrazione (A)        | Pro-Amministrazione (P)         | Totali | Vacanti |
| Congresso precedente        | 28                              | 36                              | 64     | 1       |
|                             |                                 |                                 |        |         |
| Inizio                      | 25                              | 37                              | 62     | 3       |
| Fine                        | 29                              | 39                              | 68     | 1       |
| % Fine                      | 42,6%                           | 57,4%                           |        |         |
|                             |                                 |                                 |        |         |
| Inizio Congresso successivo | 55                              | 50                              | 105    | 0       |

## Leadership

### Senato
- Il presidente del Senato John Adams.Presidente: John Adams (P)
- Presidente pro tempore:
- Richard Henry Lee (P)

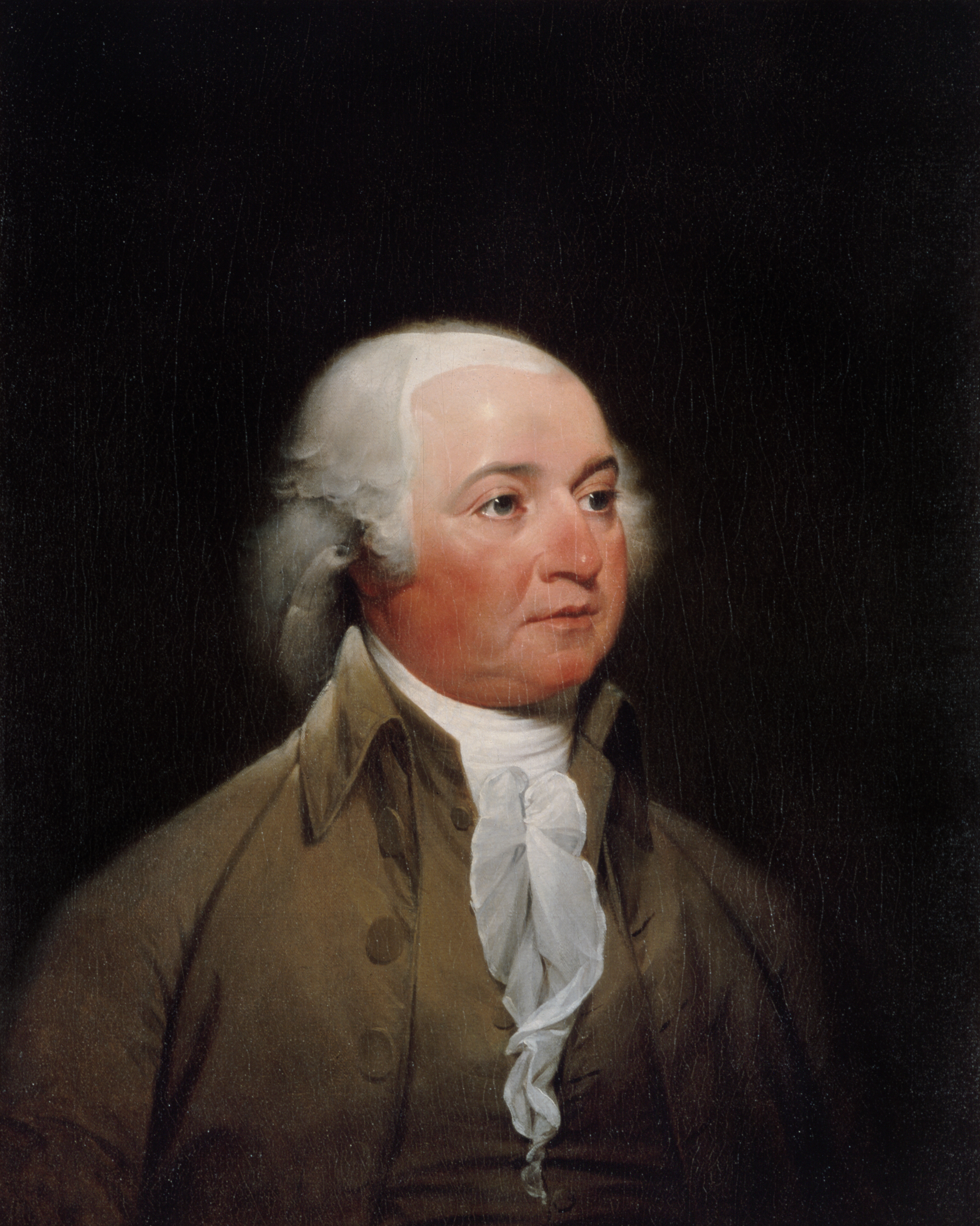
Il presidente del Senato John Adams.

- John Langdon (P), eletto il 5 novembre 1792

### Camera dei rappresentanti
- Speaker: Jonathan Trumbull, Jr. (P)

## Membri

### Senato

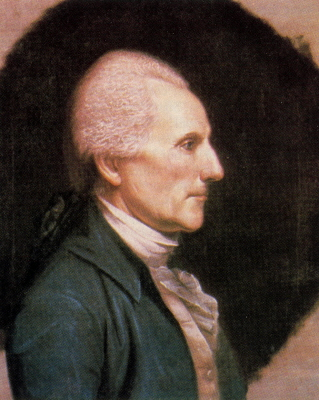
Il presidente pro tempore del Senato Richard Henry Lee.

Dopo l'elezione del 1º Congresso, da questo Congresso in avanti i senatori sono stati eletti ogni due anni, e ad ogni Congresso ne viene rinnovato un terzo. Prima del nome di ogni senatore viene indicata la "classe", ovvero il ciclo di elezioni in cui è stato eletto. Nel 2º Congresso:
- i senatori di "classe 1" erano stati appena eletti e che sarebbero rimasti in carica fino alle elezioni del 1796;
- i senatori di "classe 2" avevano il mandato in scadenza alle elezioni del 1792;
- i senatori di "classe 3" avevano iniziato il mandato durante il 1º Congresso, rimanendo in carica fino alle elezioni del 1794.

Carolina del Nord
- 2. Samuel Johnston (P)
- 3. Benjamin Hawkins (P)

Carolina del Sud
- 2. Pierce Butler (A)
- 3. Ralph Izard (P)

Connecticut
- 1. Oliver Ellsworth (P)
- 3. William S. Johnson (P), fino al 4 marzo 1791

     Roger Sherman (P), dal 13 giugno 1791
Delaware
- 1. George Read (P)
- 2. Richard Bassett (P)

Georgia
- 2. William Few (A)
- 3. James Gunn (A)

Kentucky
- 2. John Brown (A), dal 18 giugno 1792
- 3. John Edwards (A), dal 18 giugno 1792

Maryland
- 1. Charles Carroll (P), fino al 30 novembre 1792

     Richard Potts (P), dal 4 febbraio 1793
- 3. John Henry (P)

Massachusetts
- 1. George Cabot (P)
- 2. Caleb Strong (P)

New Hampshire
- 2. Paine Wingate (A)
- 3. John Langdon (P)

New Jersey
- 1. John Rutherfurd (P)
- 2. Philemon Dickinson (P)

New York
- 1. Aaron Burr (A)
- 3. Rufus King (P)

Pennsylvania
- 1. Albert Gallatin (A), dal 28 febbraio 1793 (non formalmente insediato fino al 3º Congresso)
- 3. Robert Morris (P)

Rhode Island
- 1. Theodore Foster (P)
- 2. Joseph Stanton, Jr. (A)

Vermont
- 1. Moses Robinson (A), dal 17 ottobre 1791
- 3. Stephen R. Bradley (A), dal 17 ottobre 1791

Virginia
- 1. James Monroe (A)
- 2. Richard Henry Lee (A), fino all'8 ottobre 1792

     John Taylor (A), dal 12 dicembre 1792

### Camera dei rappresentanti

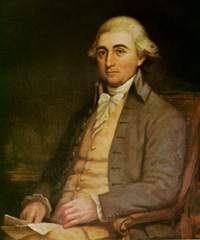
Lo speaker della Camera Jonathan Trumbull, Jr.

Tutti i membri della Camera dei rappresentanti sono eletti per una carica di due anni, con l'intera Camera che viene rieletta ad ogni elezione. Nell'elenco, prima del nome del membro, viene indicato il distretto elettorale di provenienza o se quel membro è stato eletto in un collegio unico (at large).
Carolina del Nord
- 1. John Steele (P)
- 2. Nathaniel Macon (A)
- 3. John Baptista Ashe (A)
- 4. Hugh Williamson (A)
- 5. William Barry Grove (P)

Carolina del Sud
- 1. William L. Smith (P)
- 2. Robert Barnwell (P)
- 3. Daniel Huger (P)
- 4. Thomas Sumter (A)
- 5. Thomas Tudor Tucker (A)

Connecticut
Tutti i deputati dal Connecticut furono eletti su un collegio unico statale e con un sistema di voto che prevedeva soltanto la scelta della lista, non del singolo candidato (general ticket).
- At-large. James Hillhouse (P)
- At-large. Amasa Learned (P)
- At-large. Jonathan Sturges (P)
- At-large. Jonathan Trumbull, Jr. (P)
- At-large. Jeremiah Wadsworth (P)

Delaware
- At-large. John Vining (P)

Georgia
- 1. Anthony Wayne (A), fino al 21 marzo 1792

     John Milledge (A), dal 22 novembre 1792
- 2. Abraham Baldwin (A)
- 3. Francis Willis (A)

Kentucky
- 1. Christopher Greenup (A), dal 9 novembre 1792
- 2. Alexander D. Orr (A), dall'8 novembre 1792

Maryland
- 1. Philip Key (P)
- 2. Joshua Seney (A), fino al 6 dicembre 1792

     William Hindman (P), dal 30 gennaio 1793
- 3. William Pinkney (P), fino al novembre 1791

     John F. Mercer (A), dal 6 febbraio 1792
- 4. Samuel Sterett (A)
- 5. William Vans Murray (P)
- 6. Upton Sheredine (A)

Massachusetts
- 1. Fisher Ames (P)
- 2. Benjamin Goodhue (P)
- 3. Elbridge Gerry (A)
- 4. Theodore Sedgwick (P)
- 5. Shearjashub Bourne (P)
- 6. George Leonard (P), dal 2 aprile 1792
- 7. Artemas Ward (P)
- 8. George Thatcher (P), dal 4 aprile 1791

New Hampshire
- At-large. Nicholas Gilman (P)
- At-large. Samuel Livermore (P)
- At-large. Jeremiah Smith (P)

New Jersey
- At-large. Elias Boudinot (P)
- At-large. Abraham Clark (P)
- At-large. Jonathan Dayton (P)
- At-large. Aaron Kitchell (P)

New York
- 1. Thomas Tredwell (A), dal 24 ottobre 1791
- 2. John Laurance (P)
- 3. Egbert Benson (P)
- 4. Cornelius C. Schoonmaker (A)
- 5. Peter Silvester (P)
- 6. James Gordon (P)

Pennsylvania
- 1. Thomas Fitzsimons (P)
- 2. Frederick Muhlenberg (A)
- 3. Israel Jacobs (P)
- 4. Daniel Hiester (A)
- 5. John W. Kittera (P)
- 6. Andrew Gregg (A)
- 7. Thomas Hartley (P)
- 8. William Findley (A)

Rhode Island
- At-large. Benjamin Bourne (P)

Vermont
- 1. Israel Smith (A), dal 31 ottobre 1791
- 2. Nathaniel Niles (A), dal 31 ottobre 1791

Virginia
- 1. Alexander White (P)
- 2. John Brown (A), fino al 1º giugno 1792 (trasferimento del distretto al Kentucky)

     Vacante da quel momento
- 3. Andrew Moore (A)
- 4. Richard Bland Lee (P)
- 5. James Madison (A)
- 6. Abraham B. Venable (A)
- 7. John Page (A)
- 8. Josiah Parker (A)
- 9. William B. Giles (A)
- 10. Samuel Griffin (A)

## Cambiamenti nella rappresentanza
Come già detto in precedenza, durante questo Congresso non vi furono dei veri e propri partiti. I suoi membri si organizzarono in fazioni legate da interessi comuni, che però sono state solo successivamente definite sulla base dell'analisi delle loro votazioni.
Il Vermont e il Kentucky, venendo ammessi all'Unione, vennero per la prima volta rappresentati al Congresso.

### Senato
Durante il 1º Congresso si sono avute 3 dimissioni, 1 contestazione elettorale e vennero assegnati 4 nuovi seggi. Con l'ingresso nell'Unione di Vermont e Kentucky, la fazione Anti-Administration guadagnò tutti i 4 seggi degli Stati ammessi.
| Stato (classe)   | Membro precedente      | Ragione del cambiamento                                                                                               | Successore             | Data della successione |
| ---------------- | ---------------------- | --- | ---------------------- | ---------------------- |
| Pennsylvania (1) | Vacante                | La Pennsylvania non riuscì ad organizzare in tempo le nuove elezioni. Il successore venne eletto il 28 febbraio 1793. | Albert Gallatin (A)    | 2 dicembre 1793        |
| Connecticut (3)  | William S. Johnson (P) | Johnson si dimise il 4 marzo 1791. Il successore venne eletto il 13 giugno 1791.                                      | Roger Sherman (P)      | 13 giugno 1791         |
| Vermont (1)      | Nuovo seggio           | Il Vermont venne aggregato all'Unione il 4 marzo 1791. I nuovi senatori vennero eletti il 17 ottobre 1791.            | Stephen R. Bradley (A) | 4 novembre 1791        |
| Vermont (3)      | Nuovo seggio           | Il Vermont venne aggregato all'Unione il 4 marzo 1791. I nuovi senatori vennero eletti il 17 ottobre 1791.            | Moses Robinson (A)     | 4 novembre 1791        |
| Kentucky (2)     | Nuovo seggio           | Il Kentucky venne aggregato all'Unione il 1º giugno 1792. I nuovi senatori vennero eletti il 18 giugno 1792.          | John Edwards (A)       | 18 giugno 1791         |
| Kentucky (2)     | Nuovo seggio           | Il Kentucky venne aggregato all'Unione il 1º giugno 1792. I nuovi senatori vennero eletti il 18 giugno 1792.          | John Brown (A)         | 18 giugno 1791         |
| Virginia (2)     | Richard Henry Lee (A)  | Lee si dimise l'8 ottobre 1792. Il successore venne eletto il 18 ottobre 1792.                                        | John Taylor (A)        | 18 ottobre 1792        |
| Maryland (1)     | Charles Carroll (P)    | Carroll si dimise il 30 novembre 1792. Il successore venne eletto il 10 gennaio 1793.                                 | Richard Potts (P)      | 10 gennaio 1793        |

### Camera dei rappresentanti
Durante il 2º Congresso ci furono 3 dimissioni, 1 seggio venne dichiarato vacante, 1 seggio contestato e 4 nuovi seggi, di cui 1 andò alla fazione Pro-Amministrazione e 3 alla fazione avversa degli Anti-Amministrazione.
| Distretto        | Membro precedente   | Ragione del cambiamento | Successore              | Data della successione       |
| ---------------- | ------------------- | --- | ----------------------- | ---------------------------- |
| 8° Massachusetts | Vacante             | Per mancanza del quorum, il distretto non riuscì a nominare il suo deputato. Nuove elezioni vennero indette il 4 aprile 1791.                                    | George Thatcher (P)     | 4 aprile 1791                |
| 1° New York      | Vacante             | Il deputato eletto James Townsend morì il 24 maggio 1790, prima dell'inizio dei lavori del Congresso.                                                            | Thomas Tredwell (A)     | 24 ottobre 1791              |
| 1° Vermont       | Nuovo seggio        | Il Vermont venne ammesso all'Unione il 4 marzo 1791. | Israel Smith (A)        | 24 ottobre 1791              |
| 2° Vermont       | Nuovo seggio        | Il Vermont venne ammesso all'Unione il 4 marzo 1791. | Nathaniel Niles (A)     | 24 ottobre 1791              |
| 3° Maryland      | William Pinkney (P) | William Pinkney si dimise nel novembre 1791. | John Francis Mercer (A) | 6 febbraio 1792              |
| 6° Massachusetts | Vacante             | Per mancanza del quorum, il distretto non riuscì a nominare il suo deputato. Nuove elezioni vennero indette il 2 aprile 1792.                                    | George Leonard (P)      | 2 aprile 1792                |
| 2° Virginia      | John Brown (A)      | John Brown si dimise il 1º giugno 1792 una volta nominato senatore per lo stato del Kentucky.                                                                    | Vacante                 | Il seggio passò al Kentucky. |
| 2° Kentucky      | Nuovo seggio        | Il Kentucky venne ammesso all'Unione il 1º giugno 1792. | Alexander D. Orr (A)    | 8 novembre 1792              |
| 1° Kentucky      | Nuovo seggio        | Il Kentucky venne ammesso all'Unione il 1º giugno 1792. | Christopher Greenup (A) | 9 novembre 1792              |
| 1° Georgia       | Anthony Wayne (A)   | Anthony Wayne rimase in carica fino al 21 marzo 1792, quando il suo seggio venne dichiarato vacante a seguito di contestazioni sul risultato della sua elezione. | John Milledge (A)       | 22 novembre 1792             |
| 2° Maryland      | Joshua Seney (A)    | Joshua Seney si dimise il 6 dicembre 1792. | William Hindman (P)     | 30 gennaio 1793              |

## Comitati
Qui di seguito si elencano i singoli comitati e i presidenti di ognuno (se disponibili).

### Senato
- Whole

### Camera dei rappresentanti
- Elections
- Rules (select committee)
- Whole

### Comitati bicamerali (Joint)
- Enrolled Bills